# Pipaldhara
Pipaldhara (en népalais : पीपलधारा) est un comité de développement villageois du Népal situé dans le district de Gulmi. Au recensement de 2011, il comptait 3 136 habitants.